# Goodea gracilis
Goodea gracilis és una espècie de peix de la família dels goodèids i de l'ordre dels ciprinodontiformes. És un peix d'aigua dolça, de clima tropical (21 °C-27 °C) i demersal. Es troba a la conca del riu Pánuco (San Luis Potosí, Mèxic). Els mascles poden assolir 8 cm de longitud total i les femelles 12. És inofensiu per als humans.